# Tasmin Archer
Tasmin Archer (* 3. August 1963 in Bradford, Yorkshire) ist eine britische Soul-, Pop- und Rocksängerin sowie Songwriterin. Ihr größter Hit wurde im Spätsommer 1992 der Titel Sleeping Satellite.

## Biografie
Die Tochter jamaikanischer Eltern sang in verschiedenen lokalen Bands und arbeitete als Backgroundsängerin und Toilettenfrau in den Bradford’s Flexible Response Studios. Mit dem Gitarristen John Hughes und dem Pianisten John Beck, die dort auf sie aufmerksam wurden, schrieb sie in Hughes’ Küche Songs. Die drei Musiker nahmen Demotapes auf, die sie an verschiedene Plattenfirmen schickten. Zuerst kamen nur Absagen, auch von der EMI Group, die dann doch im Jahre 1990 einen Vertrag mit Archer schloss.
Das Markenzeichen der Britin ist ihre kraftvolle, soulige Stimme, mit der sie eine große Bandbreite von Emotionen ausdrücken kann. Ihre erste im Herbst 1992 erschienene Platte Great Expectations, die von Elliot Randal, Robbie McIntosh und Paul Wickens produziert wurde, enthielt den Hit Sleeping Satellite, der sich philosophisch mit der Mondlandung auseinandersetzte. Die Single platzierte sich in den Charts in Deutschland und Österreich, in der Schweiz und den USA, aber auch in Großbritannien, wo sie sogar zum Nummer-eins-Hit wurde. Auch das Album war in diesen Ländern erfolgreich. 1993 gewann Tasmin Archer einen BRIT Award für ihren Durchbruch. 
Obwohl die weiteren Singles und Alben nicht an diesen Erfolg anknüpfen konnten, blieben sie und ihr beruflicher wie privater Partner Hughes ihrem Stil treu. Der Titel In Your Care schaffte im Vereinigten Königreich noch Platz 16. Bis Frühjahr 1996 kamen noch weitere Singles in die Charts, wenn auch auf niedrigere Ränge. Das bisher letzte Studioalbum On kam 2006 in den Handel. Ein Remix von A Day Will Come war 2007 als MP3-Download erhältlich. 
2021 beschrieben Tasmin Archer und John Hughes die Entstehungsgeschichte von Sleeping Satellite dem Guardian. Dabei erklärte Hughes, dass sie weiterhin Lieder schreiben und aufnehmen, sich aber entschieden hätten, diese vorerst nicht öffentlich zu machen. Ihr Hit aus den 1990er-Jahren und ein bodenständiger Lebensstil würden ihnen bis heute finanzielle Unabhängigkeit ermöglichen.

## Diskografie

### Alben
- 1992: Great Expectations
- 1994: Shipbuilding
- 1996: Bloom
- 2006: On

### Kompilationen und Raritäten
- 1993: Beyond and Back: A Conversation with Tasmin Archer (Promo, inkl. Interview)
- 2001: Singer Songwriter
- 2009: The Best of Tasmin Archer

### EPs
- 1992: B-Sides and More (Promo)
- 1993: Shipbuilding EP

### Singles
- 1992: Sleeping Satellite
- 1993: In Your Care
- 1993: Lords of the New Church / Hero
- 1993: Somebody’s Daughter
- 1993: Arienne
- 1996: One More Good Night with the Boys
- 1996: Sweet Little Truth
- 2006: Every Time I Want It (Effect is Monotony)
- 2007: A Day Will Come (DJ Deraven Remix) (MP3-File)

## Auszeichnungen
RSH-Gold
- 1993: in der Kategorie „Kraftrille des Jahres“ (Sleeping Satellite)[4]